# Ахметелашвілі Свімон Георгійович
Свімон (Семен) Георгійович Ахметелашвілі (Ахметелі) (груз. სვიმონ გიორგის ძე ახმეტელაშვილი; рос. Ахметели Семён Георгиевич; 1879—1937) — грузинський лікар-ветеринар, політик, член Установчих зборів Грузії (1919—1921).

## Біографія
Народився в селі Анаґа в Кахетії, у багатодітній родині протоієрея Георгія Ахметелашвілі (мав всього 9 братів та сестер). Молодший брат Володимира Ахметелі.
Вищу освіту здобув у Ветеринарному інституті Дерпті (Тарту). З 1900 року був членом Російської соціал-демократичної робітничої партії; З 1905 року працював у меншовицькій фракції.
Після початку Першої світової війни був мобілізований до армійських ветеринарних служб. З 1917 член Ради ветеринарних лікарів Закавказзя. До 1919 працював помічником начальника ветеринарно-санітарного управління Міністерства внутрішніх справ Демократичної Республіки Грузія. 12 березня 1919 обраний членом Установчих зборів Республіки Грузія за списком Соціал-демократичної партії Грузії; член аграрного комітету, секретар комісії громадського охорони здоров'я. 1921 року був спеціальним інспектором ветеринарного відділу Військового міністерства Грузії.
Після радянизації Грузії залишився у країні. Був заарештований і разом із братом Степаном Ахметелашвілі поміщений до Рязанського табору на шість місяців. Степан Ахметелашвілі помер, за офіційною версією, від черевного тифу.
Після відбування покарання повернувся до Грузії та жив у рідному селі. Був залучений до руху опору. Вдруге його заарештовано 18 серпня 1922 року за звинуваченням у антирадянській агітації. 23 лютого 1930 року повернувся із заслання.
Засуджений до страти 28 грудня 1937. Вирок було виконано 30 грудня.